# تفشي جدري النسناس في الهند 2022–2023
يعد تفشي جدري النسناس في الهند 2022-2023 جزءًا من التفشي الجاري لجدري النسناس البشري الناجم عن فصيلة غرب أفريقيا من فيروس جدري النسناس. أُبلغ عن التفشي لأول مرة الهند بتاريخ 14 يوليو عام 2022 عندما أعلنت فينا جورج وزيرة صحة ولاية كيرالا عن حالة واردة مشتبه بها، أكدها لاحقًا بعد عدة ساعات المعهد الوطني للفيروسات. الهند هي البلد العاشر الذي يبلغ عن وجود حالة جدري نسناس في آسيا والأولى في جنوب آسيا. أبلغت الهند حاليًا عن أربع حالات جدري نسناس مؤكدة، ثلاث منها في كيرالا وواحدة في دلهي، وثماني حالات مشتبه بها، حالة منها في دلهي وأخرى في تيلانغادا، وحالتين في بيهار وأربع حالات في أوتار براديش.
تم الإبلاغ عن أول حالة انتقلت محليًا في دلهي بتاريخ 24 يوليو. تم عزل الشخص في مستشفى لوك ناياك في نيودلهي، وهو رجل في منتصف العمر ليس لديه تاريخ سفر حديث إلى الخارج.

## خلفية
جدري النسناس هو مرض فيروسي معدي يمكن أن يصيب الإنسان وبعض الحيوانات الأخرى. تشمل الأعراض الحمى، وتضخم العقد اللمفية وطفح جلدي يشكل بثور ومن ثم تتحول إلى قشور. يتراوح الزمن الفاصل بين التعرض وظهور الأعراض من خمسة إلى واحد وعشرين يومًا. تتراوح مدة الأعراض عادة من أسبوعين إلى أربعة أسابيع. يمكن أن تكون الأعراض خفيفة، ويمكن أن تحدث الإصابة بدون وجود أي أعراض. وجد أن المظهر التقليدي للحمى وألم العضلات، متبوعًا بعقد متضخمة، مع وجود آفات في المرحلة ذاتها، لم يلاحظ في جميع حالات التفشي (الفاشيات). قد تكون الحالات خطيرة خاصة عند الأطفال، أو الحوامل أو الأشخاص الذين لديهم ضعف في جهاز المناعة.
هذا المرض ناجم عن فيروس جدري النسناس، وهو فيروس حيواني المنشأ من جنس فيروسات أورثوبوكس. فيروس الجدري، العامل المسبب لمرض الجدري، ينتمي أيضًا إلى جنس الفيروسات هذا. من ضمن النوعين اللذين يصيبان البشر، يسبب نوع غرب أفريقيا مرضًا أقل خطورة من نوع وسط أفريقيا (حوض الكونغو). قد ينتشر من الحيوانات المصابة عن طريق التعامل مع لحومها أو العض أو الخدوش. قد يحدث الانتقال من إنسان إلى آخر عن طريق التعرض لسوائل جسم المصاب أو أدواته الملوثة، بقطرات رذاذ صغيرة، وربما عن طريق الهواء. قد ينقل الأفراد الفيروس منذ ظهور الأعراض حتى تتقشر جميع الآفات وتسقط؛ مع وجود دلائل على انتشاره لأكثر من أسبوع بعد تقشر الآفات. يمكن تأكيد التشخيص من خلال فحص الآفة بحثًا عن الحمض النووي للفيروس.
لا يوجد أي علاج معروف للمرض. وجدت دراسة أجريت في عام 1988 أن لقاح الجدري كان وقائيًا بنسبة 85% ضد العدوى في حالات الاتصال الوثيق وفي تخفيف حدة المرض. تمت الموافقة على لقاح أحدث للجدري وجدري النسناس معتمد على لقاح أنقرة المعدل للوقس، لكن توافره محدود. تشمل التدابير الأخرى الغسل المنتظم لليدين وتجنب الأفراد والحيوانات المريضة. يمكن استخدام الأدوية المضادة للفيروسات كالسيدوفوفير، والتيكوفيريمات والغلوبولين المناعي للوقس ولقاح الجدري أثناء تفشي المرض. يكون المرض عادة خفيفًا ومعظم المصابين يتعافون خلال عدة أسابيع بدون علاج. تتنوع تقديرات خطورة الموت بين 1-10%، رغم تسجيل عدة حالات وفاة نتيجة الإصابة بجدري النسناس منذ عام 2017.
تم تأكيد التفشي الجاري لجدري النسناس، مرض فيروسي، في مايو عام 2022. عُثر على المجموعة الأولى من الحالات في المملكة المتحدة، حيث تم الكشف عن أول حالة بتاريخ 6 مايو عام 2022 في فرد له صلات سفر إلى نيجيريا (حيث منشأ المرض). يعد التفشي هو المرة الأولى التي ينتشر فيها جدري النسناس بشكل واسع خارج وسط وغرب أفريقيا. منذ 18 مايو فصاعدًا، تم الإبلاغ عن حالات من عدد متزايد من البلدان والمناطق، أغلبها في أوروبا لكن أيضًا في شمال وجنوب أمريكا، وفي آسيا، وإفريقيا وأوقيانوسيا. في 23 يوليو، أعلن المدير العام لمنظمة الصحة العالمية (دبليو إتش أو)، تيدروس أدهانوم غيبريسوس، أن التفشي هو حالة صحية طارئة تثير قلقًا دوليًا. تم تأكيد 25،436 حالة، حتى 2 أغسطس، في نحو 80 دولة لا توجد فيها حالات عادةً.
جدري النسناس هو عدوى فيروسية تظهر بعد أسبوع أو أسبوعين من التعرض وتترافق بحمى وأعراض أخرى غير محددة، ثم ينتج عنها طفح جلدي مع آفات تدوم عادة بين 2-4 أسابيع قبل أن تجف، وتتقشر وتسقط. في حين أن جدري النسناس قد يسبب عددًا كبيرًا من الآفات، في التفشي الحالي، يعاني بعض المرضى من ظهور آفة واحدة في الفم أو في الأعضاء التناسلية، مما يجعل من الصعب التفريق بينه وبين أنواع العدوى الأخرى. في العدوى السابقة لهذا التفشي، توفي 1-3 بالمئة من الأفراد المعروفة إصابتهم بالعدوى (بدون علاج). من المرجح أن تكون الحالات خطيرة في الأطفال والأفراد الذين يعانون من نقص شديد في المناعة.

## انتقاله
يعتقد أن جزءًا كبيرًا من المصابين لم يسافروا مؤخرًا إلى مناطق أفريقيا حيث يوجد جدري النسناس عادةً، كنيجيريا وجمهورية الكونغو الديمقراطية بالإضافة إلى وسط وغرب إفريقيا. يعتقد أنه ينتقل عن طريق الاتصال الوثيق مع الأفراد المرضى، ويجب الحذر الشديد عند التعامل مع أولئك الذي يمتلكون آفات على بشرتهم وأعضائهم التناسلية، إضافة إلى فراشهم وملابسهم. ذكرت مراكز السيطرة على الأمراض والوقاية منها أنه يجب على الأفراد تجنب التماس مع الحيوانات الميتة أو استهلاكها، مثل الجرذان والسناجب والقرود والبشرانيات وأشباهها بالإضافة إلى لحوم الحيوانات البرية أو المستحضرات المشتقة من الحيوانات في أفريقيا.
بالإضافة إلى الأعراض الشائعة، مثل الحمى والصداع وتضخم العقد اللمفية والطفح الجلدي أو الآفات، عانى بعض المرضى أيضًا من التهاب المستقيم، وهو التهاب في بطانة المستقيم. حذرت مراكز السيطرة على الأمراض والوقاية منها الأطباء من عدم استبعاد جدري النسناس لدى المرضى المصابين بأمراض منقولة جنسيًا، إذ وُجدت تقارير حول عدوى مشتركة مع مرض الزهري والسيلان وداء المتدثرات والهربس.

## تاريخه

### وصوله
في 14 يوليو، أبلغت وزيرة صحة الولاية فينا جورج عن حالة جدري نسناس مشتبه بها في ولاية كيرالا جنوب الهند. ذكر أن المريض كان على اتصال وثيق مع شخص مصاب بجدري النسناس في الإمارات العربية المتحدة، ووصل إلى الهند من الإمارات قبل أربعة أيام من الإعلان.
بعد عدة ساعات، أعلنت الوزيرة فينا جورج تأكيد المعهد الوطني للفيروسات في مدينة بونه إصابة المريض بمرض جدري النسناس.

### انتشاره
لم يتم اكتشاف أي حالات منقولة في المجتمع أو محليًا في الهند حتى تاريخ 24 يوليو، عندما أبلغت دلهي عن أول حالة فيها، لم يكن لدى المريض أي تاريخ سفر خارجًا. حضر مؤخرًا حفلة في ولاية هيماجل برديش. على الرغم من أن أيًا من مسؤولي الصحة الحكوميين لم يؤكد الانتقال المجتمعي للمرض في الهند.